# William Nelson (comte)
Pour les articles homonymes, voir William Nelson et Nelson.
William Nelson (20 avril 1757 – 28 février 1835), 1er comte Nelson, 2e duc de Bronte, est le frère aîné de l'amiral Horatio Nelson, le 1er vicomte Nelson.
C'est lui qui hérita de certains titres d'Horatio à la mort de ce dernier lors de la bataille de Trafalgar, le 21 octobre 1805.
Il est mort sans descendance de sexe masculin, et tous ses titres passèrent à Thomas Nelson (né Bolton), le fils de sa sœur Susannah, tandis que le duché italien a été récupéré par sa fille Charlotte Hood, épouse de Samuel Hood (2e baron Bridport).